# Șișești, Mehedinți
Sisești este satul de reședință al comunei Șișești din județul Mehedinți, Oltenia, România. Este reședința comunei cu nume diferit, dar asemănător.

## Vezi și
- Biserica „Sfântul Grigore Decapolitul” din Șișești